# IC 1668
IC 1668 ist eine Spiralgalaxie vom Hubble-Typ S im Sternbild Fische auf der Ekliptik. Sie ist schätzungsweise 263 Mio. Lichtjahre von der Milchstraße entfernt und hat einen Durchmesser von etwa 25.000 Lj. 

Im selben Himmelsareal befinden sich u. a. die Galaxien NGC 468, IC 1669, IC 1673, IC 1677.
Das Objekt wurde am 30. November 1899 vom französischen Astronomen Stéphane Javelle entdeckt.